# Fuschl am See
Fuschl am See é um município da Áustria, situado no distrito de Salzburg-Umgebung, no estado de Salzburgo. Tem 21,4 km² de área e sua população em 2019 foi estimada em 1.563 habitantes.